# Ансиан
Ансиан (порт.  Ansião; [ɐ̃si'ɐ̃ũ]) — посёлок городского типа в Португалии, центр одноимённого муниципалитета в составе округа Лейрия. Численность населения — 1 тыс. жителей (посёлок), 13,6 тыс. жителей (муниципалитет). Посёлок и муниципалитет входит в экономико-статистический регион Центр и субрегион Пиньял-Интериор-Норте. По старому административному делению входил в провинцию Бейра-Литорал.
Покровителем посёлка считается Дева Мария (порт. Maria).

## Расположение
Посёлок расположен в 36 км на северо-восток от адм. центра округа г. Лейрия.
Муниципалитет граничит:
- на северо-востоке — муниципалитет Пенела
- на востоке — муниципалитет Фигейро-душ-Виньюш
- на юге — муниципалитет Алвайазере
- на западе — муниципалитет Помбал
- на северо-западе — муниципалитет Соре

## Население
| Население муниципалитета Ансиан (1801—2004) | Население муниципалитета Ансиан (1801—2004) | Население муниципалитета Ансиан (1801—2004) | Население муниципалитета Ансиан (1801—2004) | Население муниципалитета Ансиан (1801—2004) | Население муниципалитета Ансиан (1801—2004) | Население муниципалитета Ансиан (1801—2004) | Население муниципалитета Ансиан (1801—2004) | Население муниципалитета Ансиан (1801—2004) |
| ------------------------------------------- | ------------------------------------------- | ------------------------------------------- | ------------------------------------------- | ------------------------------------------- | ------------------------------------------- | ------------------------------------------- | ------------------------------------------- | ------------------------------------------- |
| 1801                                        | 1849                                        | 1900                                        | 1930                                        | 1960                                        | 1981                                        | 1991                                        | 2001                                        | 2004                                        |
| 1502                                        | 4940                                        | 13 562                                      | 15 543                                      | 17 268                                      | 15 446                                      | 14 029                                      | 13 719                                      | 13 673                                      |

## История
Посёлок основан в 1514 году.

## Районы
В муниципалитет входят следующие районы:
1. Алворже
2. Ансиан
3. Авелар
4. Шан-де-Косе
5. Лагартейра
6. Позафлореш
7. Сантьягу-да-Гуарда
8. Торре-де-Вале-де-Тодуш